# Vereinigte Strohstoff-Fabriken

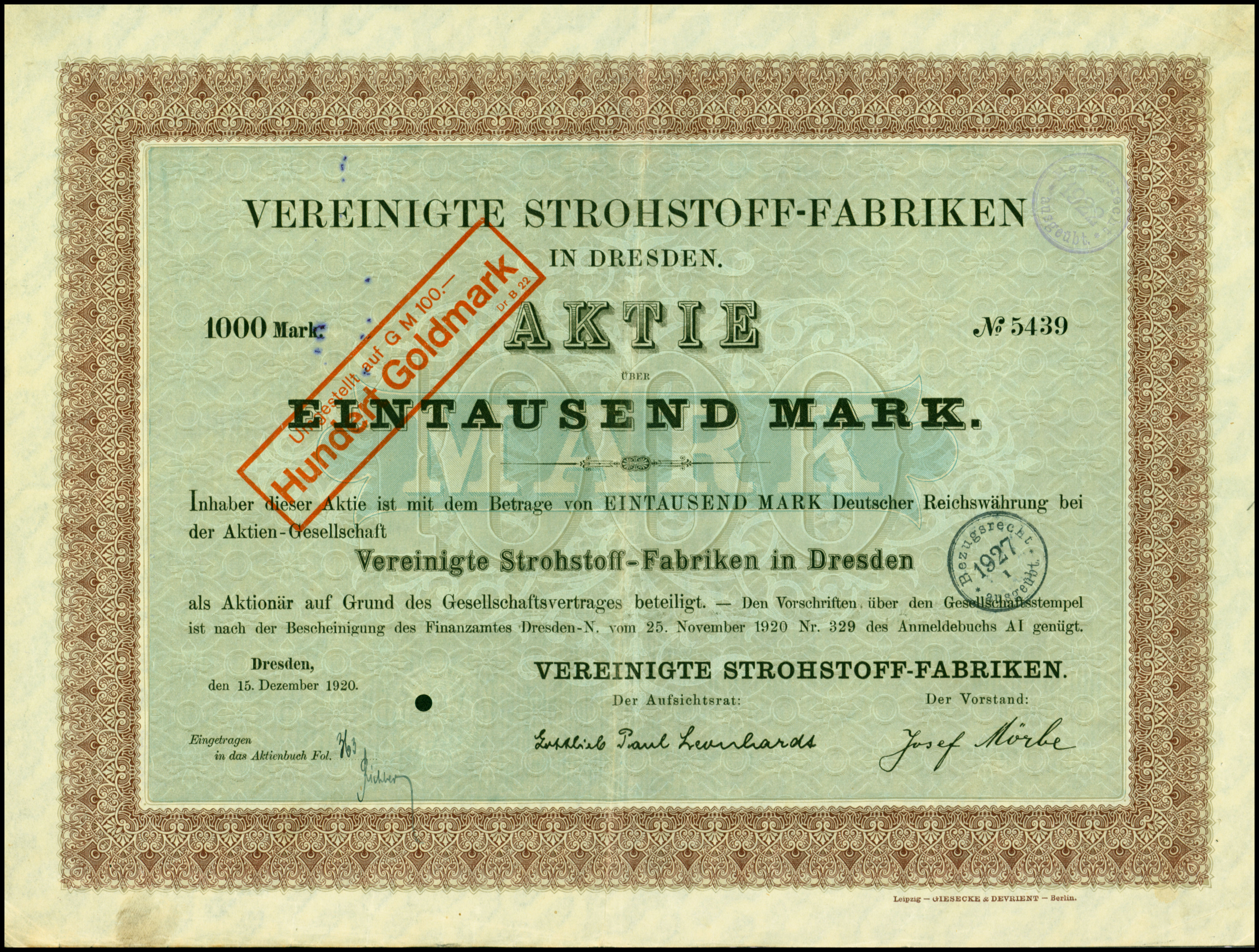
Aktie über 1000 Mark der Vereinigten Strohstoff-Fabriken vom 15. Dezember 1920

Die Vereinigte Strohstoff-Fabriken AG war ein deutsches Unternehmen in der Papierindustrie mit Sitz in Dresden und hatte die Rechtsform einer Aktiengesellschaft. Es wurde 1886 gegründet und existierte bis zur Enteignung nach dem Zweiten Weltkrieg.
Der Unternehmer Emil Nacke hatte in Kötitz, das seit 1935 zu Coswig gehört, die Strohstoff-Fabrik Tännicht gegründet, die wahrscheinlich Ende 1884 mit der Produktion begann. Schon früh bemühte er sich um einen Zusammenschluss mit anderen Produzenten. So entstand bereits im Februar 1886 die Vereinigte Strohstoff-Fabriken AG als Verbund von acht deutschen Strohzellstoff-Fabriken, weitere wichtige Standorte waren Dohna und Rheindürkheim. Den Standort Rheindürkheim übernahm sie von der vorherigen Strohstoff-Fabrik Bloch & Offenheimer (ab 1878). Nacke selbst zog sich 1898 aus dem Unternehmen zurück. Als Vorstandsmitglied war Amatus Otto Unger (1838–1914) an der Unternehmensleitung beteiligt.
Von 1912 bis 1914 wurde im benachbarten Naundorf, heute Stadtteil von Radebeul, als Arbeiterkolonie die Siedlung der Vereinigten Strohstoff-Fabriken Coswig gebaut. Während des Ersten Weltkriegs kam es kurzzeitig zum Produktionsstillstand. Ab 1916 wurde Holzzellstoff hergestellt. Bis in die 30er Jahre entwickelten die drei Betriebe beachtliche Produktionskapazitäten: Rheindürkheim erzeugte jährlich rund 10.000 t Strohzellstoff, Coswig etwa ebenso viel und Dohna ungefähr zwei Drittel. Als die Gesellschaft 1930 ausbaute und modernisierte, kam das nur Coswig und Rheindürkheim zugute. Das Werk in Dohna wurde wegen der mangelnden Wasserversorgung in eine Papierfabrik umgewandelt und später verkauft.
Nach dem Zweiten Weltkrieg verlor das Unternehmen seine Fabriken in der sowjetischen Besatzungszone durch Enteignung, verlagerte seinen Sitz deshalb 1948 nach Rheindürkheim und änderte seine Firma in Rheinische Zellstoff-AG. Bis 1953 wird die Produktion auf 25.500 t gesteigert. Vorstand wurde Arnold E. Weber, nach dessen plötzlichem Tod im Mai 1955 dann Gerhard Niethammer. Nachdem sich die Strohversorgung 1962/63 nicht mehr zu wirtschaftlichen Preisen sicherstellen ließ, zog sich die Papier- und Kartonherstellung vom Rohstoff Stroh zurück. Der Betrieb wurde stillgelegt, die AG am 29. Oktober 1963 liquidiert. 380 Beschäftigte verloren ihre Arbeit. Nach der Abwicklung wurden die meisten Gebäude 1967 bzw. die Reste 1971 gesprengt.
Das Werk in Coswig wurde nach 1948 zunächst als VEB Zellstoffwerk „Philipp Müller“ weitergeführt, der 1968 Teil der Vereinigten Zellstoffwerke Pirna wurde. Mit dem Verbot der Einleitung unbehandelter Abwässer in die Elbe vom 1. Juni 1990 endete hier die Produktion.